# Прапор Петропавлівки (Куп'янський район)
Пра́пор Петропа́влівки — один з офіційних символів села Петропавлівка, Куп'янський район Харківської області, затверджений рішенням сесії Петропавлівської сільської ради.

## Опис прапора
Квадратне полотнище з вміщеними на ньому кольорами і фігурами малого герба.